# Kühny Blattgoldfabrik
Die C. Kühny Blattgoldfabrik ist ein deutsches Metallverarbeitungs-Unternehmen mit Sitz in Neusäß im schwäbischen Landkreis Augsburg, das sich insbesondere auf die Herstellung von Blattgold spezialisiert hat. Das 1840 in Augsburg gegründete und dort langjährig ansässige Familienunternehmen wird heute (2017) in sechster und siebter Generation der Gründerfamilie geführt.

## Geschichte
Das Unternehmen wurde Ende 1840 von dem Goldschläger Carl Friedrich Kühny († 1889), dem Sohn des Augsburger Goldschlägers Jakob Friedrich Kühny, gegründet. Die Betriebsstätte befand sich zunächst auf dem 1826 erworbenen elterlichen Anwesen am Hunoldsgraben in der Augsburger Altstadt. 1863 übersiedelte der Betrieb in neue Räumlichkeiten in der Hermanstraße 31 im Augsburger Bahnhofsviertel, wo sich dann die Blattgoldfabrik C. Kühny nach eigenen Angaben „innerhalb kurzer Zeit zum Branchenführer für Blattgoldherstellung“ entwickelte. Im Jahr 2006 wurde der Unternehmenssitz in die Sonnwendstraße 8a in Neusäß verlegt.
Gegenstand des Unternehmens sind die Herstellung von Blattgold und anderen Blattmetallen sowie der Vertrieb von Blattgold- und Vergolderartikeln. Hergestellt wird vor allem Blattgold von 12–24 Karat für Restaurierungs- und Steinmetzarbeiten. Außerdem gehören zum teils aus eigener Fertigung stammenden Liefersortiment des Unternehmens unter anderem: Rollengold, Blattsilber, Rollensilber, Schlagmetall und Compositionsgold, weiters Mixtion, Poliment und Poliersteine fürs Vergolden (Achate) in vielen Formen, sowie das gesamte zur Vergoldung benötigte Zubehör.
Die Herstellungsverfahren sind nicht durchgehend vollautomatisiert, sondern erfolgen zum Teil nach traditionellen manuellen Verfahren von Goldschlägereien.

## Beispielprojekte
Kühny Blattgold wurde bei zahlreichen Baudenkmälern im In- und Ausland bei Restaurierungs- und (Neu-)Vergoldungsarbeiten eingesetzt, wie unter anderem bei folgenden Projekten:

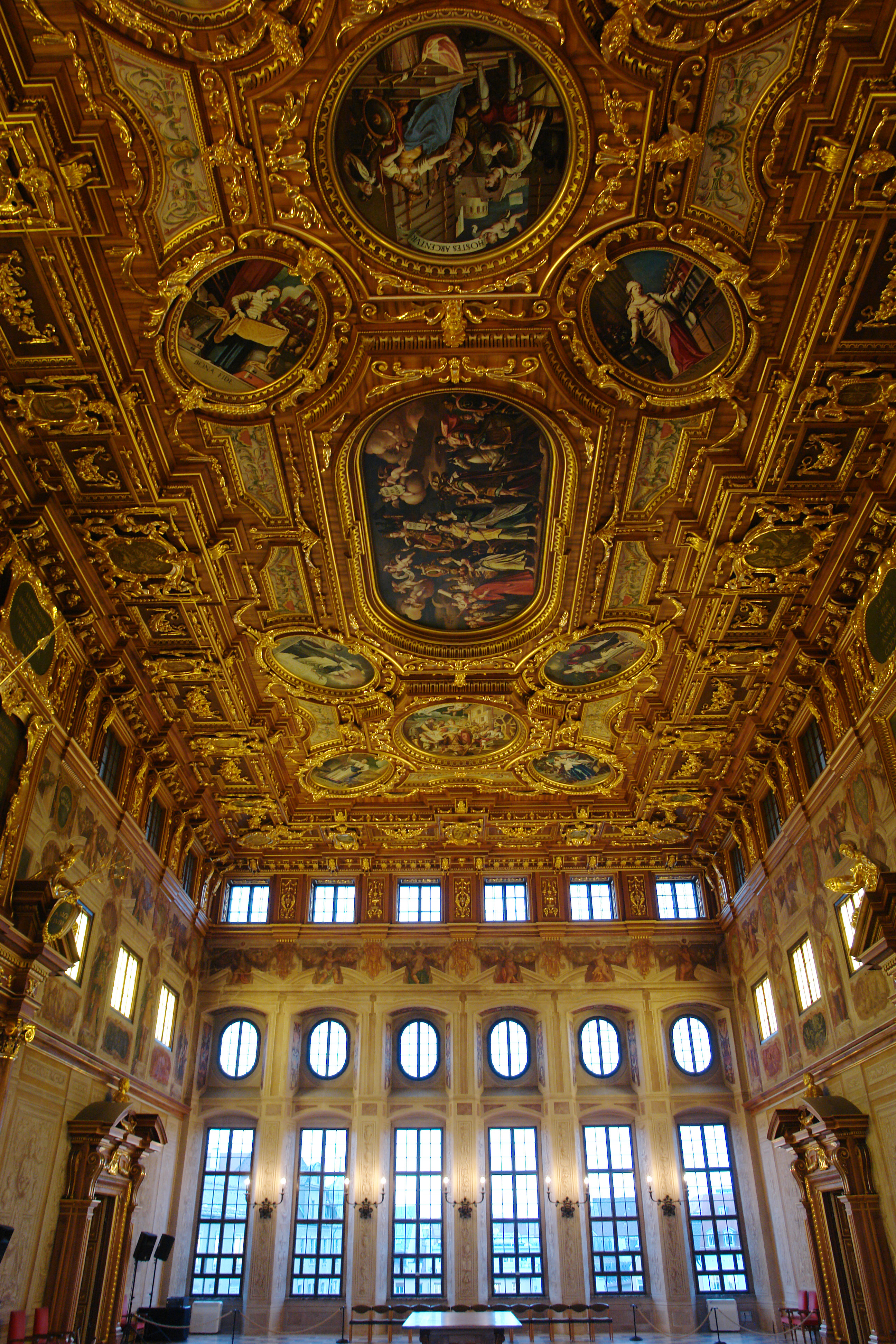
Augsburg: Goldener Saal im Augsburger Rathaus (Restaurierung und Vergoldung bis 1996)
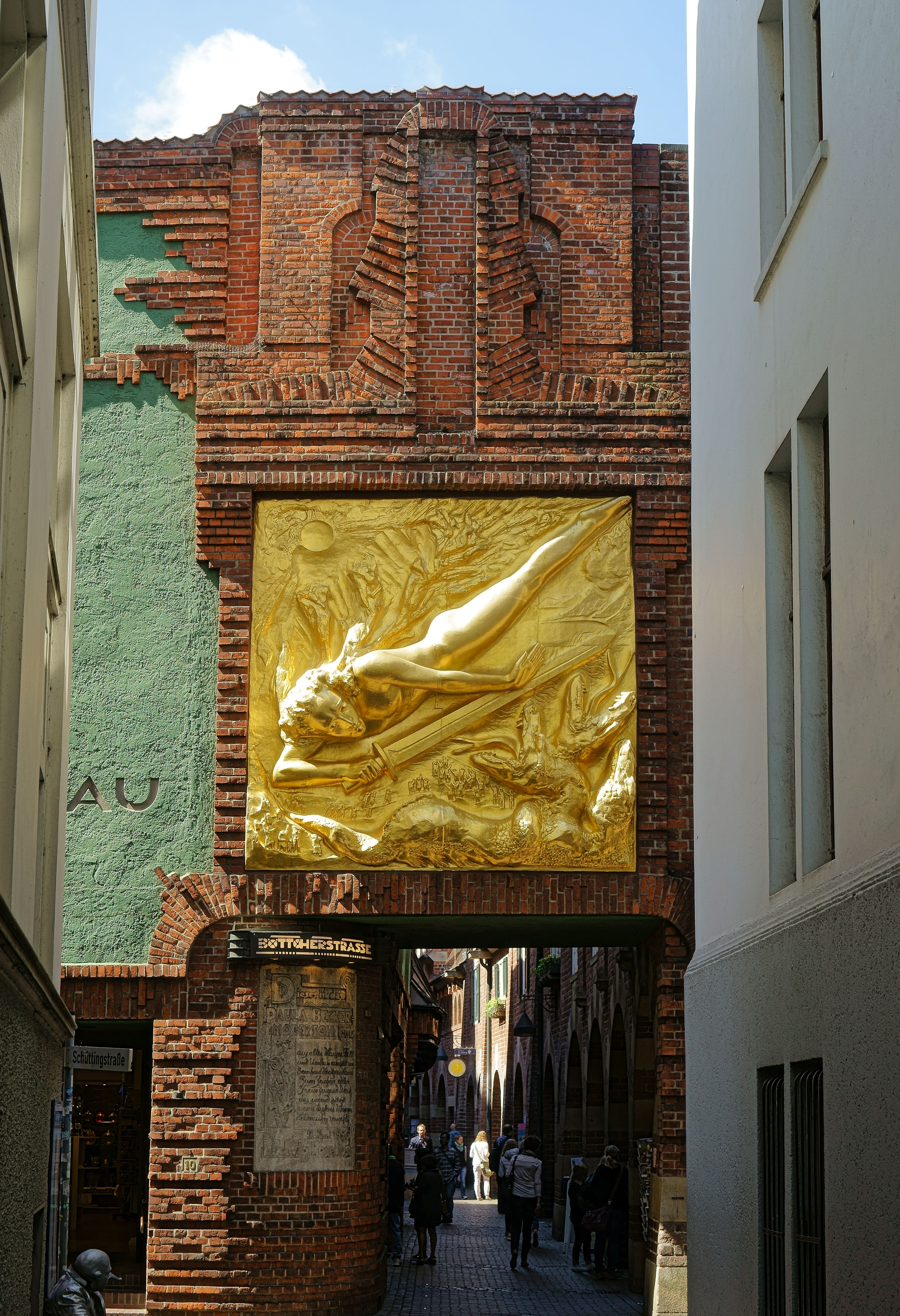
Bremen: Der Lichtbringer – Bronzerelief in der Böttcherstraße (Neuvergoldung 1993)
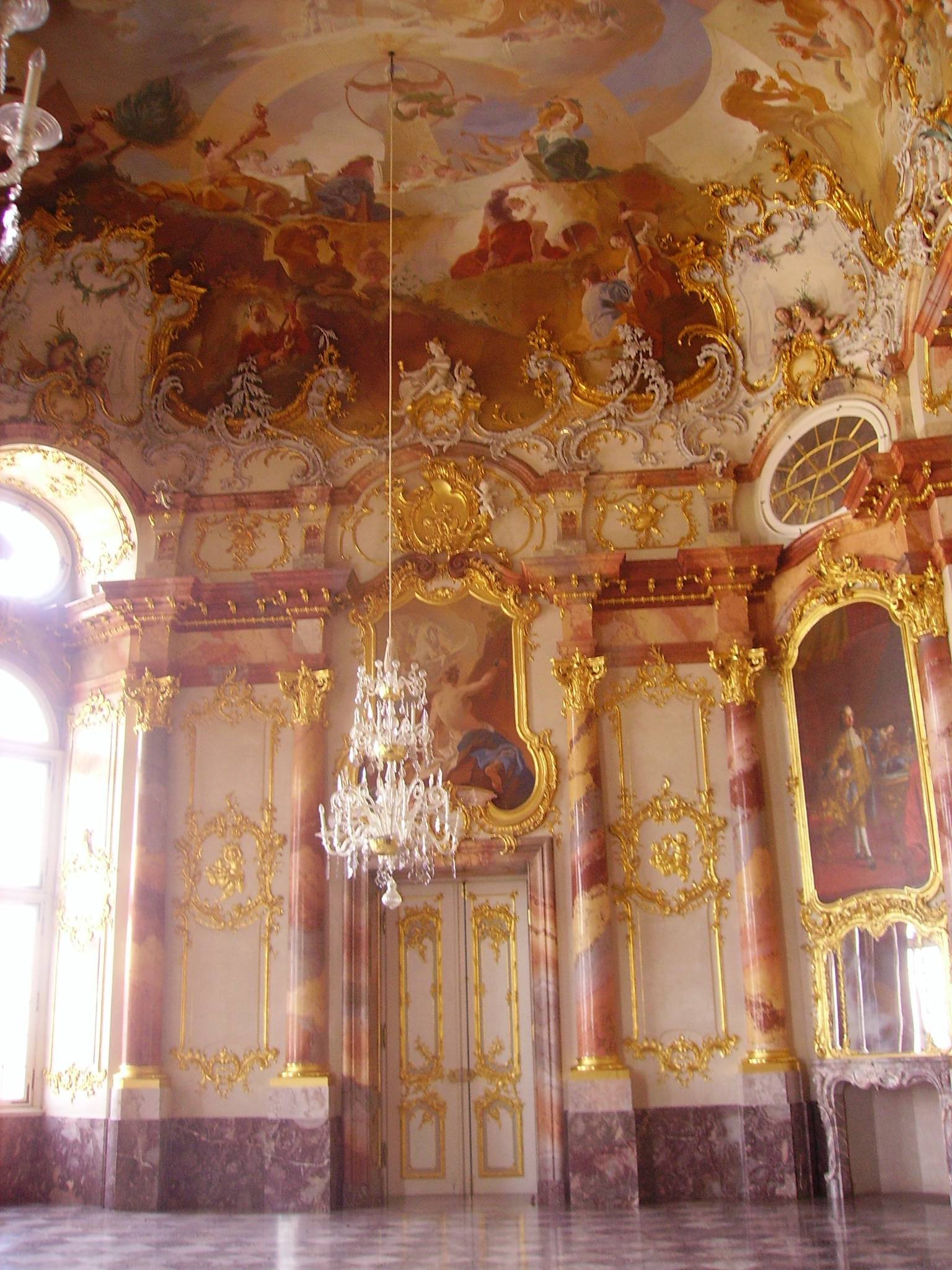
Bruchsal: Schloss Bruchsal (verschiedene Innenraum-Restaurierungen)
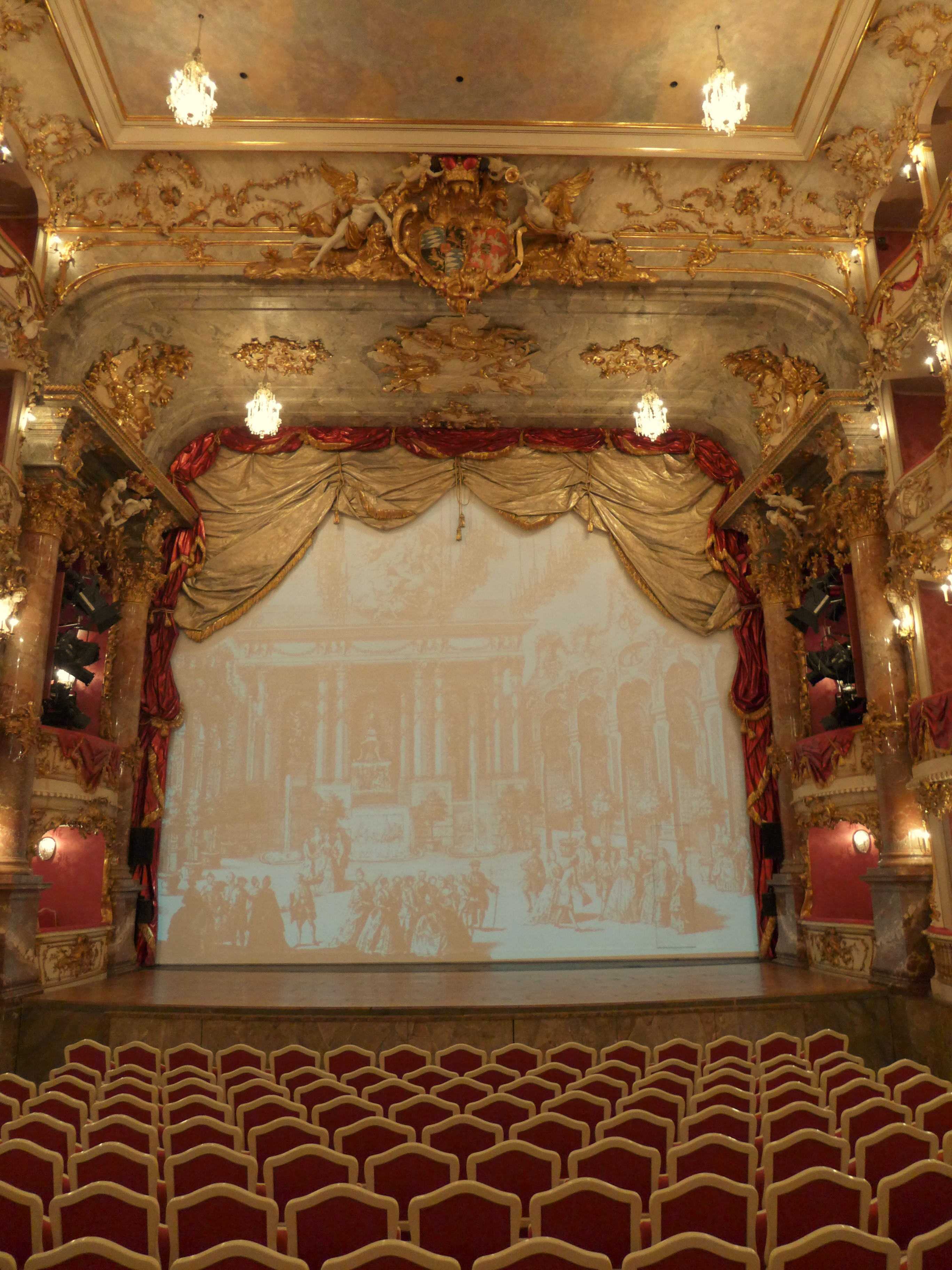
München: Cuvilliés-Theater in der Münchner Residenz (Restaurierung 2008)
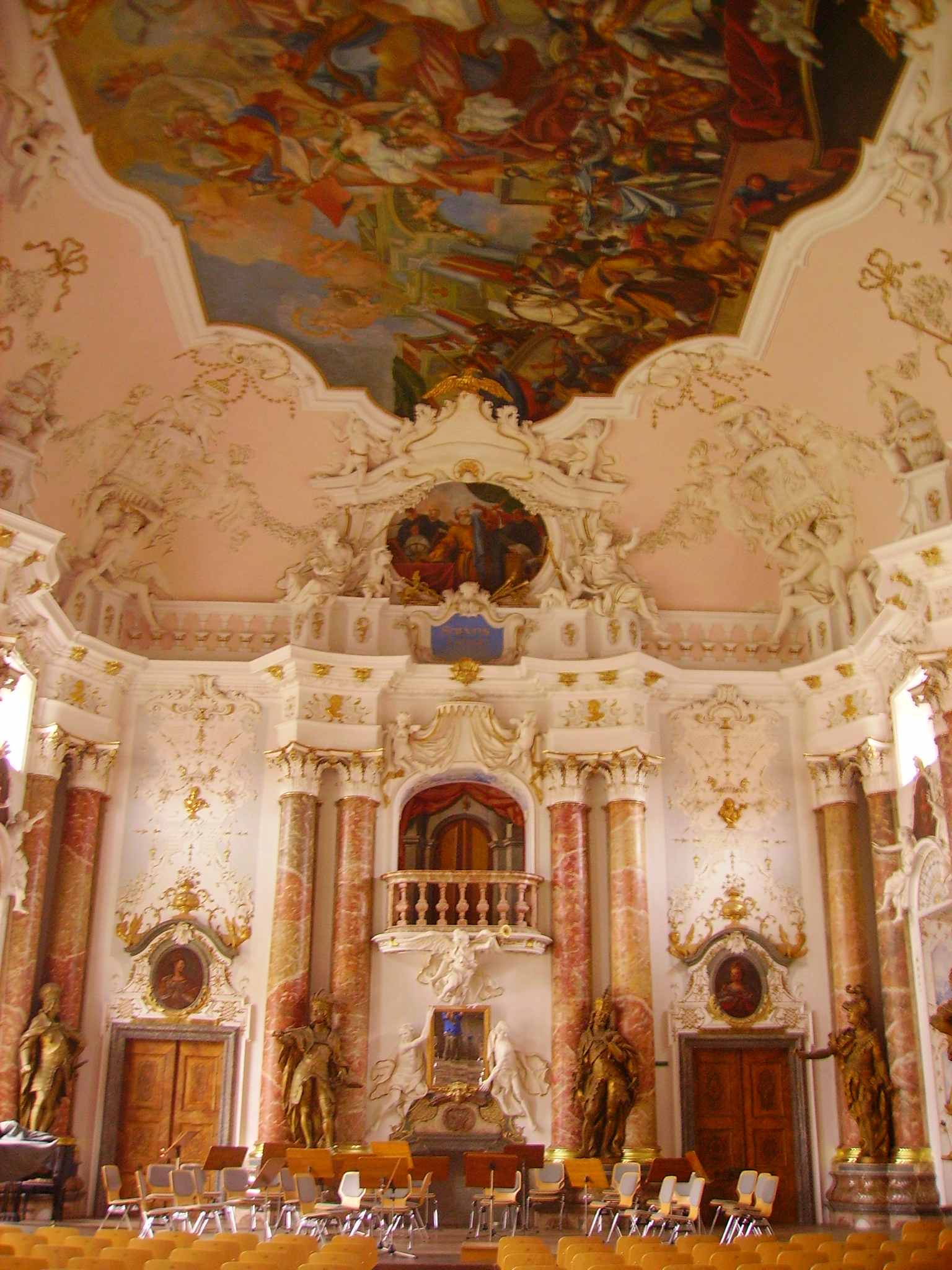
Ottobeuren: Kaisersaal im Kloster Ottobeuren (Restaurierung)
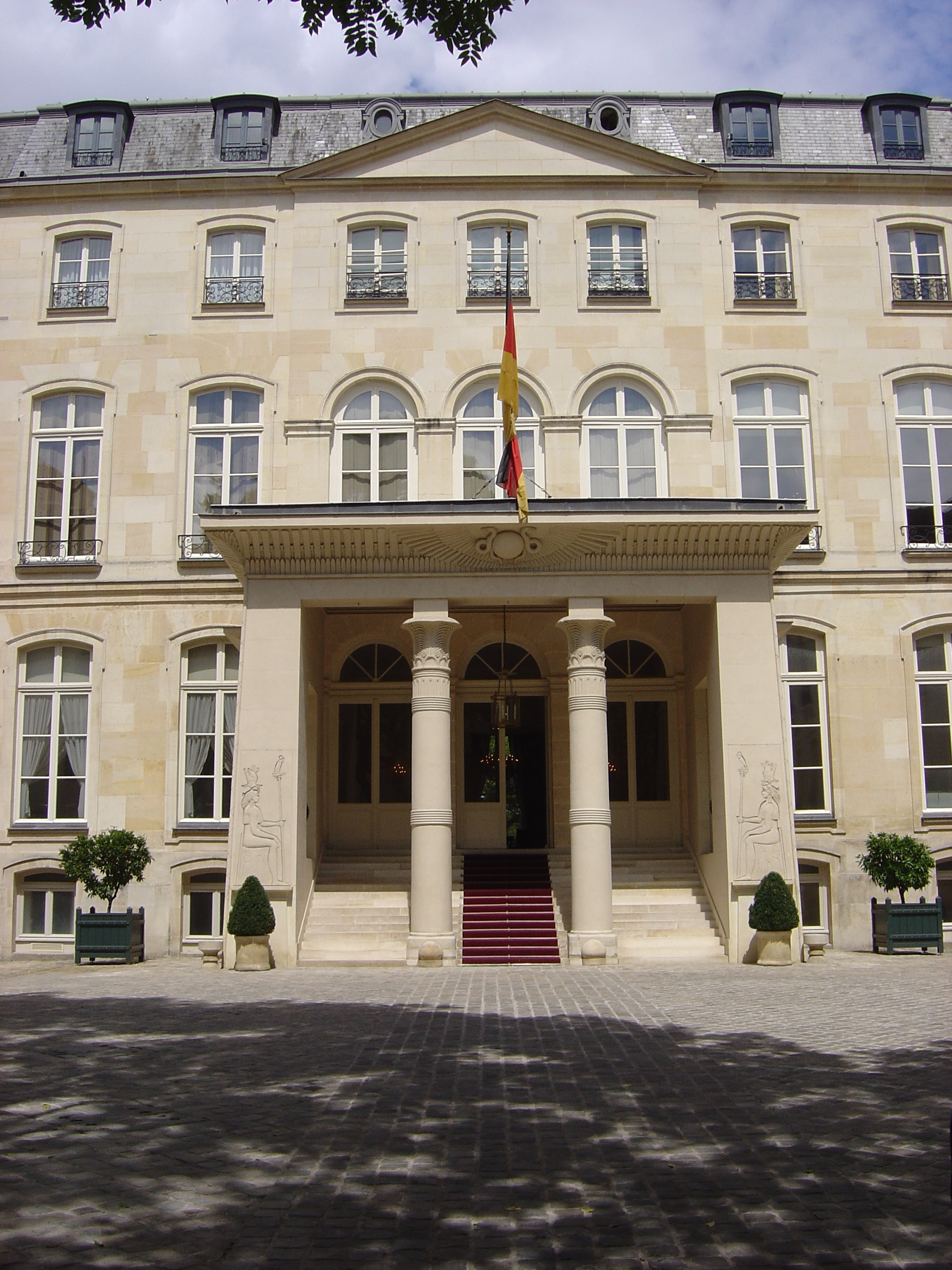
Paris: Hôtel Beauharnais – Deutsche Botschaft Paris (verschiedene Innenraum-Restaurierungen)
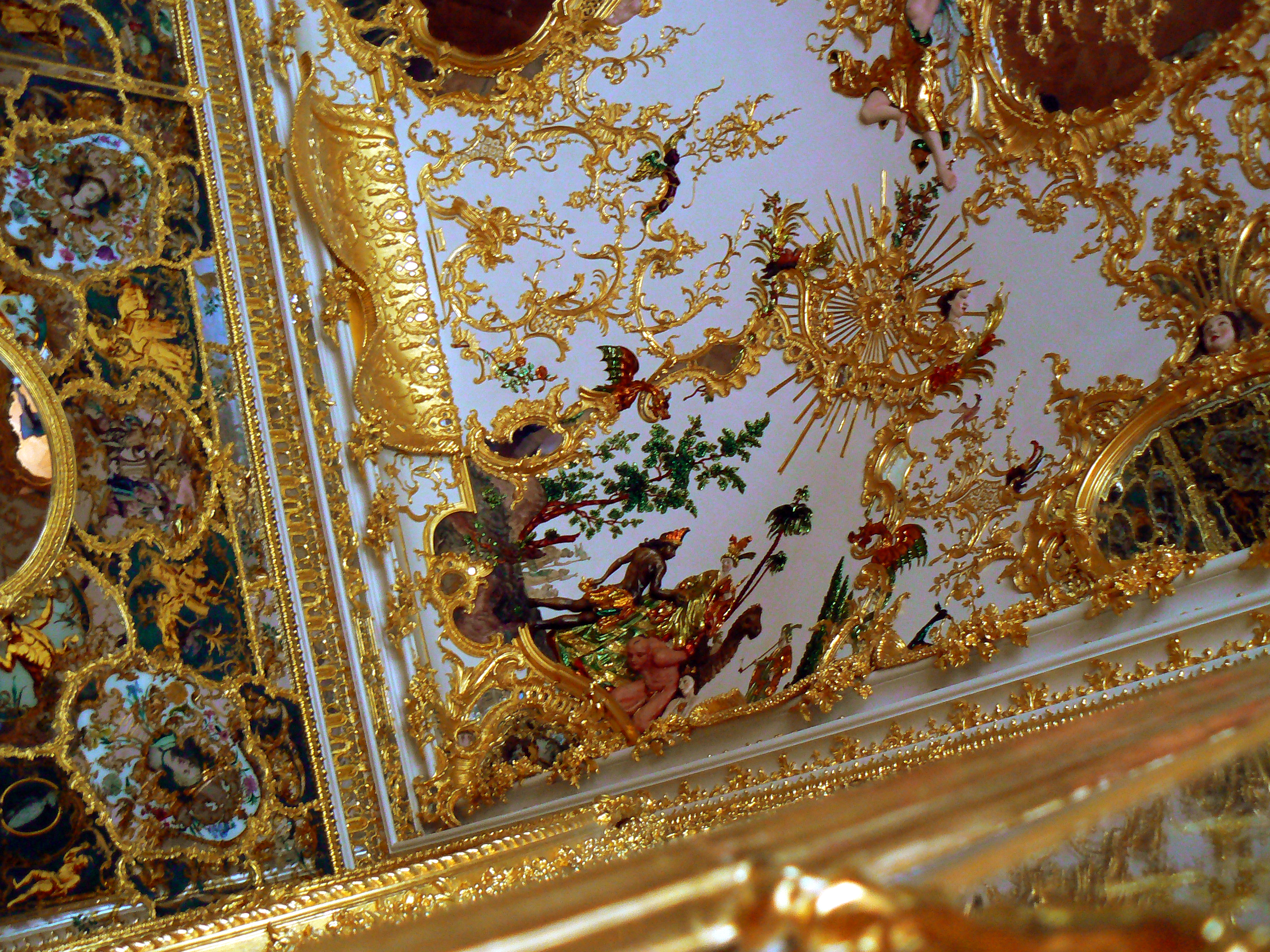
Würzburg: Würzburger Residenz (verschiedene Restaurierungsprojekte)

## Veröffentlichungen
- C. Kühny Blattgoldfabrik (Hrsg.): Herstellung des Blattgoldes und Geschichte der Blattgoldfabrik C. Kühny, Augsburg, gegründet 1840. Bayerische Hofbuchdruckerei Gebrüder Reichel, Augsburg 1927.